# Parc Nacional de Sidi Toui
El Parc Nacional de Sidi Toui és un territori de Tunísia, a l'est de la governació de Médenine, amb qualificació de parc nacional.
El parc fou creat per decret el 1990, i està format per uns massissos muntanyosos d'entre 45 i 172 metres, estepes i formacions de dunes. Aquest territori estava cobert en l'antiguitat (fa 200 milions d'anys) per l'anomenat Mar del Mischelkalk i els seus dipòsits de calcàries marines i gres tenen un gruix de 130 metres; s'hi troben fòssils de gastròpodes, cefalòpodes i de peixos i rèptils.
En aquesta zona s'han trobat nombroses eines de sílex que demostren que fou habitada per l'home al Neolític quan era part d'una sabana. Al massís de Sidi Toui s'han trobat també antigues ruïnes, amazigues, romanes i àrabs, destacant alguns marabuts (un total de 16) que són una de les atraccions del parc; el més important és el de Sidi Toui, situat a la cimera més alta, prop del lloc on hi ha l'ecomuseu; altres són el marabut de Retila a l'extrem sud-oest, i el marabut de Sidi El Ferjani.
El lloc és molt àrid i condiciona la flora i la fauna.
La flora és estepària i s¡'enriqueix als llits dels oueds on és més abundant. Les principals espècies vegetals són l'Anthyllis sericea i el Gymnocarpos decander, i també l'espart i la palmera (jujube) entre d'altres. La Periploca laevigata, única de Tunísia, i el Zizifus lotus es troben també al parc més aïlladament; s'hi han reintroduït l l'Acàcia raddiana, el Rhus tripartitum, el Calygonom i la ginesta sahariana.
La fauna està formada per 26 espècies de mamífers de les que els més destacats són la gasela tipus Dorcas (l'únic unglat de la regió), la guineu del desert, el gat muntés, la llebre clara, i altres.
Entre els rèptils hi ha el varà del desert, l'escurço amb corns, l'escurçó de l'arena, l'escurçó de les piràmides, diverses serps entre elles la serp fuet, i lluerts. Hi ha molts escorpins.
L'avifauna està formada per 90 espècies entre les quals el sirli del desert, els corbs i l'avitarda. Amfibis se n'han classificat 26. Insectes també hi ha un nombre important, destacant algunes papallones rares. L'espai te una consideració d'especial protecció per Birdlife International.
A uns 7 km al nord-est del parc es troba la petita vila de Sidi Toui al costat de la sabkhat El Makta, on hi ha una duana i posició fronterera.